# Dämon und Mensch
Dämon und Mensch è un film muto del 1915 scritto e diretto da Richard Oswald.

## Trama
Un filantropo cerca di riportare sulla retta via dei criminali.

## Produzione
Il film fu prodotto dalla Greenbaum-Film.

## Distribuzione
Distribuito dalla Greenbaum-Film, uscì nelle sale cinematografiche tedesche con il visto di censura dell'aprile 1915. A Berlino, dove fu vietato ai minori, venne presentato al Marmorhaus nel maggio 1915.